# Norbert Elias
Norbert Leo Elias (* 22 de juny de 1897 a Breslau; † 1 d'agost de 1990 a Amsterdam) fou un sociòleg alemany d'origen jueu; des de la seva emigració el 1933 va viure sobre tot a Anglaterra i als Països Baixos. Es va convertir en ciutadà britànic el 1952.
Ignorat durant molt de temps, la seva obra ha estat àmpliament adoptada des dels anys 70. El seu nom s'associa als termes „figuració“ o „procés- i sociologia de la figuració“, que designen un repàs metodològic de la sociologia en relació amb Karl Mannheim. La seva obra El procés de la civilització del 1939 (reimpresa el 1969/1976) és considerada una de les obres més importants de la sociologia al segle xx.

## Vida

### Joventut, família, servei militar
Norbert Elias va néixer el 22 de juny de 1897 a Breslau en una família de tradició jueva. El seu pare, el comerciant Hermann Elias, casat amb Sofie (de soltera Gallewski), tenia allà una fàbrica tèxtil. Norbert es va criar com un "feble" fill únic, va ser inscrit el 1903 a l'escola preescolar del Gymnasium Johannes i va assistir de 1907 a 1915 a l'humanista Gymnasium Johannes de Breslau. Després de la seva graduació el 1915, va servir com a voluntari en una unitat militar de radiotransmissions, primer al front oriental, després al front occidental. Després de patir una crisi nerviosa el 1917, va ser declarat no apte per al servei i va ser enviat a Breslau com a oficial mèdic.

### Etapa d'estudiant
El 1918 Elias va començar a estudiar filosofia, psicologia i medicina a la Universitat de Breslau, a més de passar un temps a les universitats de Heidelberg (on va assistir a classes de Karl Jaspers) i a Friburg el 1919 i 1920. Al llarg dels seus estudis, i fins al 1925, Elies fou un membre compromès del moviment sionista juvenil Blau-Weiß ("Blau-Blanc").
Va abandonar els estudis de medicina el 1919 després d'aprovar l'examen preliminar (Physikum). Per finançar els seus estudis després que la fortuna del seu pare hagués minvat a causa de la hiperinflació, va començar a treballar com a cap del departament d'exportació en una fàbrica local de peces de maquinària el 1922. El 1924 es va graduar amb una tesi doctoral en filosofia denominada Idee und Individuum. Ein Beitrag zur Philosophie der Geschichte ("Idea i individu. Una contribució a la filosofia de la història;") supervisada per Richard Hönigswald, un representant del neokantisme. Decebut per l'absència de l'aspecte social del neokantisme, que l'havia portat a una greu disputa amb el seu director sobre la seva tesi, Elias va decidir orientar-se a la sociologia per als seus estudis posteriors.
Des del començament del semestre d'hivern 1915/16 també va ser membre del Hasmonaea Wroclaw al „Kartell Jüdischer Verbindungen“ (K. J. V.). Durant aquests anys, va fer amistat amb altres joves sionistes com Erich Fromm, Leo Strauss, Leo Löwenthal i Gershom Scholem.
El 1925, Elias es va traslladar a Heidelberg, on Alfred Weber el va acceptar com a candidat a una habilitació (segon projecte de llibre) sobre el desenvolupament de la ciència moderna, titulada Die Bedeutung der Florentiner Gesellschaft und Kultur für die Entstehung der Wissenschaft ("La importància de la societat florentina i la cultura per al desenvolupament de la ciència"). El 1930 Elias va optar per cancel·lar aquest projecte i va seguir Karl Mannheim per convertir-se en el seu assistent a la Universitat de Frankfurt. No obstant això, després de l'arribada al poder dels nazis, a principis de 1933, l'institut sociològic de Mannheim es va veure obligat a tancar. La tesi d'habilitació ja presentada, titulada Der höfische Mensch ("L'home de la cort") mai no va ser formalment acceptada i no fou publicada fins al 1969, d'una forma molt elaborada, com a "Die Höfische Gesellschaft" ("La societat cortesana").

### Emigració
El 1933, Elias va fugir a París. Els seus pares, ja grans, es van quedar a Breslau, on el seu pare va morir el 1940; el 30 d'agost de 1942, la seva mare fou deportada a Theresienstadt, i el 29 de setembre fou traslladada i assassinada a Treblinka.
Durant els seus dos anys a París, Elias va treballar com a acadèmic privat, amb el suport d'una beca de l'Amsterdam Steunfonds (fons de beneficència del prof. Frijda) i va intentar obtenir uns ingressos addicionals mitjançant l'organització d'un taller per a la producció de joguines de fusta per a nens de fusta. El 1935, es va traslladar a Gran Bretanya, on va treballar en la seva obra mestra, El procés de la civilització, fins al 1939, ara suportat per una beca d'una organització d'ajuda als refugiats jueus.
El 1939 es va reunir amb el seu antic amic i supervisor Mannheim a la London School of Economics, on va obtenir el càrrec d'Assistent Superior de Recerca. El 1940, la LSE va ser evacuada a Cambridge, però quan la invasió de Gran Bretanya per part de les forces alemanyes semblava imminent, Elias fou reclòs, durant vuit mesos, a camps d'internament de Liverpool i l'Illa de Man, pel fet de ser alemany, – un "enemic estranger". va organitzar conferències polítiques i va muntar un drama que ell mateix havia escrit, Die Ballade vom armen Jakob ("La balada del pobre Jacob") amb una partitura musical de Hans Gál (publicat finalment el 1987).
Després del seu alliberament el 1941, va tornar a Cambridge. Cap al final de la guerra, va treballar per a la intel·ligència britànica, investigant nazis recalcitrants entre els presoners de guerra alemanys (vegeu el seu assaig "The breakdown of civilisation", a Studies on the Germans). Va fer classes nocturnes per a la Workers' Educational Association (l'organització d'educació d'adults), i posteriorment cursos vespertins de sociologia, psicologia, economia i història econòmica a la Universitat de Leicester. També va fer classes ocasionals a d'altres institucions d'ensenyament superior. En col·laboració amb un amic de la seva època a Frankfurt, el psicoanalista S.H. Foulkes va establir els fonaments teòrics de l'Anàlisi del Grup, una important escola de teràpia i va fundar la Group Analytic Society el 1952. Ell mateix es va formar i va treballar com a terapeuta grupal. El 22 de febrer del 1952 va adquirir la ciutadania britànica.

### Universitat de Leicester i Universitat de Ghana
De 1954 a 1962, Elias va ocupar una plaça docent al recentment creat Departament de Sociologia de la Universitat de Leicester (els seus estudiants eren, entre d'altres, Martin Albrow i Anthony Giddens). Juntament amb la seva amiga Ilya Neustadt, va fer una important contribució al desenvolupament del Departament de Sociologia de la Universitat, que es va convertir en un dels departaments més grans i més influents del Regne Unit. Es va retirar el 1962, però va continuar ensenyant estudiants de postgrau a Leicester fins a mitjan anys setanta. Entre els posteriorment famosos sociòlegs que Neustadt i Elias van nomenar com a col·legues a Leicester, hi havia John H. Goldthorpe, Anthony Giddens, Martin Albrow, Sheila Allen, Joe i Olive Banks, Richard Brown, Mary McIntosh, Nicos Mouzelis, Sami Zubaida i Keith Hopkins. (Hopkins fou posteriorment professor d'història Aatiga a Cambridge: el seu nomenament per ensenyar sociologia a Leicester és un signe de la concepció molt àmplia que Elias i Neustadt tenien de la disciplina de la sociologia). Els estudiants del departament incloïen John Eldridge, Chris Bryant, Chris Rojek, Paul Hirst, Graeme Salaman i Bryan Wilson. De 1962 a 1964, Elias va fer classes com a professor de sociologia a la Universitat de Ghana a Legon, prop d'Accra. Després del seu retorn a Europa el 1965, va passar molt de temps com a professor visitant en diverses universitats alemanyes i neerlandeses, i des de 1978 es va establir a Amsterdam.

### Darrers anys
La seva reputació i popularitat va créixer immensament després de la republicació de El Procés de la Civilització el 1969. De 1978 a 1984 va treballar al Centre de Recerca Interdisciplinària (en alemany Zentrum für interdisziplinäre Forschung ) de la Universitat de Bielefeld, de la qual va rebre un doctorat honorífic el 1980. Elias va ser el primer guardonat tant del Premi Theodor W. Adorno (1977) com del Premi europeu Amalfi de sociologia i ciències socials (1987). El 1986 fou guardonat amb la Creu Federal al Mèrit de la República Federal Alemanya, i en el seu 90è aniversari va ser nomenat comandant de l'Orde d'Orange-Nassau per la reina Beatriu dels Països Baixos. El 1998, una enquesta feta per una associació internacional de sociologia va classificar "Sobre el procés de civilització" (títol posterior revisat) com el setè entre els llibres més importants de la sociologia del segle xx. El 1990 va recollir ell mateix el premi Nonino per a un 'Maestro del nostro tempo' a Itàlia. Fora del seu treball sociològic sempre escrigué poesia.
Elias va morir a casa seva a Amsterdam l'1 d'agost de 1990. Al setembre de 2017, un pont al Vondelpark, no gaire lluny d'on va viure, va rebre el seu nom. A la ciutat d'Almere, un carrer del barri "sostenible" dels sociòlegs també porta el seu nom.

## Obra
La teoria d'Elias es va centrar en la relació entre el poder, el comportament, l'emoció i el coneixement al llarg del temps. Va formar significativament el que es coneix com a procés o sociologia figurativa. A causa de circumstàncies històriques, Elias va romandre durant molt de temps com un autor marginal, fins que va ser redescobert per una nova generació d'estudiosos en els anys 70, quan es va convertir en un dels sociòlegs més influents de la història del camp. L'interès per la seva es pot atribuir en part al fet que el seu concepte de grans figures socials o xarxes d'interdependències entre persones explica l'aparició i la funció de grans estructures socials sense descurar l'aspecte de l'estructura i l'agència. En els anys seixanta i setanta, l'excessiva èmfasi de l'estructura sobre l'agència va ser durament criticada per la llavors dominant escola de funcionalisme estructural.
L'obra més famosa d'Elias és Über den Prozess der Zivilisation, publicada en anglès com a The Civilizing Process és un exemple de sociologia figurativa. Originalment publicada en alemany, en dos volums, el 1939, va ser pràcticament ignorada fins a la seva republicació el 1969, quan el seu primer volum també es va traduir a l'anglès. En aquesta obra, Elias examina la formació gradual i el desenvolupament de la civilització a l'Europa medieval. Elias creia que aquest mètode es pot aplicar per comprendre les lleis universals del desenvolupament de la societat fins a l'època moderna.
En aquest llibre, Elias demostra que, en les primeres etapes del desenvolupament de la civilització, les persones podrien existir per si soles, sent molt poc dependents l'un de l'altre. Però amb el pas del temps, la divisió del treball i la competència feren que la societat tradicional comencés a canviar i que les diferències entre les persones s'intensifiquessin. Ara, una persona no podia confiar només en ella mateixa, sinó que depenia de la gent que l'envoltava. Hi va haver un allargament i complicació gradual de les cadenes d'interdependència de les persones. Això, al seu torn, va suposar un canvi significatiu en l'ordre social. A la història moderna es dona una transició gradual del sistema estatal a les monarquies absolutes. Això passa per diversos motius, un dels quals és un canvi en els afers militars en relació amb la invenció de la pólvora. La cavalleria, que era la unitat militar més forta, comença a perdre la seva rellevància. Atès que tothom no es podia permetre el luxe de mantenir un cavall, sinó només aquells relativament rics, els vassalls sovint podien mantenir una certa independència del monarca. Amb l'arribada de les armes de foc comença la decadència del sistema feudal. La concentració del poder, és a dir, el monopoli sobre l'ús de la violència, en mans del monarca, condueix al fet que, per obtenir recursos, cal lluitar per la proximitat al cos. A més, si abans de la formació de la cort reial, la gent havia de cuidar principalment d'evitar la violència directa, ara per contra calia parar atenció als perills que anteriorment eren menys significatius. Els cortesans i la gent del seu voltant es veuen obligats a controlar-se més estrictament, és a dir, a controlar la manifestació de les seves emocions. Per tant, sorgeix l'etiqueta. La política, la lluita per un recurs, per al poder es fa ara no només per la força, no en el camp de batalla, sinó al marge d'ell.
Quan l'obra d'Elias va trobar un ressò més ampli en la dècada del 1960, al principi la seva anàlisi del procés es va entendre malament com una extensió del desprestigiat "darwinisme social", es va rebutjar la idea de "progrés ascendent" llegint-la com a història consecutiva en lloc d'una metàfora d'un procés social.
Elias va escriure tant en anglès com en alemany. Gairebé tot el seu treball sobre la sociologia del coneixement i les ciències (moltes de les quals s'anomenarien convencionalment "filosofia de la ciència") va ser escrit en anglès, com ara el seu treball seminal en la sociologia de l'esport, recollit a ''The Quest for Excitement escrit per Norbert Elias amb Eric Dunning i publicat el 1986. El Centre de Sociologia del Desenvolupament de la Universitat de Bielefeld, el 1984, va convidar Norbert Elias a presidir una reunió d'un gran nombre de col·legues seus internacionalment distingits, que al seu torn volien revisar i debatre les teories més interessants d'Elias sobre processos civilitzadors en persona.
El mateix any, Elias va establir la Fundació Elias Norbert Arxivat 2022-09-12 a Wayback Machine. per administrar el seu llegat després de la seva mort. Els actuals membres de la junta directiva de la fundació són Johan Goudsblom (Amsterdam), Hermann Korte (Münster) i Stephen Mennell (Dublín).

## Premis
- 1977: Premi Theodor W. Adorno

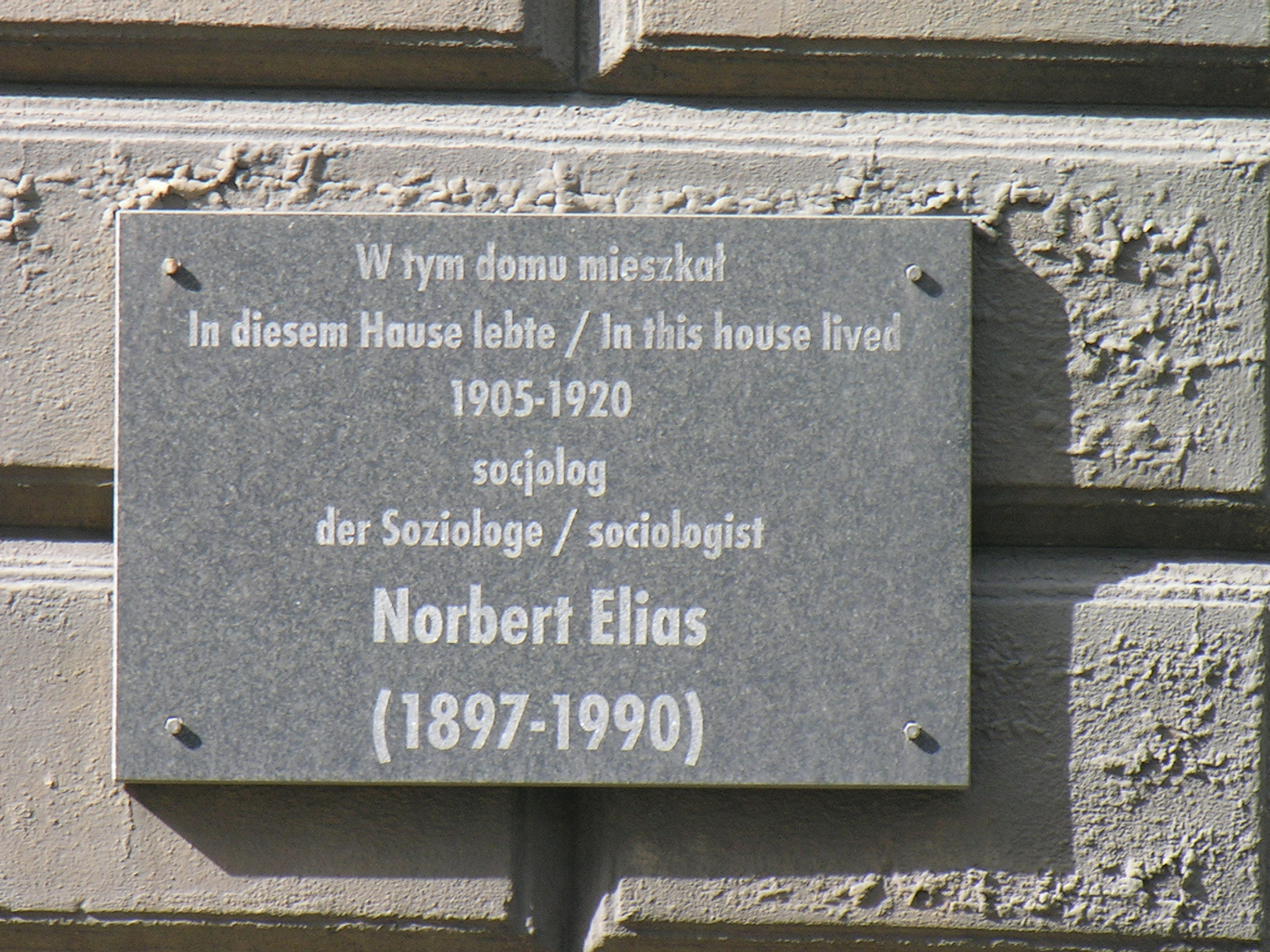
Placa commemorativa a Wrocław (Breslau)

- 1980: Universitat de Bielefeld: doctor honoris causa
- 1986: Orde al Mèrit de la República Federal Alemanya
- 1987: Regne dels Països Baixos: comandant de l'Orde d'Orange-Nassau
- 1987: Premi europeu Amalfi de sociologia i ciències socials.
- 1990: Premi Nonino 'Maestro del nostro tempo'.

## Llibres
- 1939: Über den Prozeß der Zivilisation. Soziogenetische und psychogenetische Untersuchungen. Basilea: Verlag Haus zum Falken.
- 1965 (amb John L. Scotson): The Established and the Outsiders. A Sociological Enquiry into Community Problems, Londres: Frank Cass (Or. anglès).
- 1969: Die höfische Gesellschaft. Untersuchungen zur Soziologie des Königtums und der höfischen Aristokratie (basada en la seva habilitació de 1933). Neuwied/Berlín: Luchterhand.
- 1970: Was ist Soziologie?. Múnic: Juventa.
- 1982: Über die Einsamkeit der Sterbenden in unseren Tagen, Frankfurt am Main: Suhrkamp.
- 1982 (ed. amb Herminio Martins y Richard Whitley): Scientific Establishments and Hierarchies. Sociology of the Sciences Yearbook 1982, Dordrecht: Reidel.
- 1983: Engagement und Distanzierung. Arbeiten zur Wissenssoziologie I, ed. prr Michael Schröter, Frankfurt am Main: Suhrkamp.
- 1984: Über die Zeit. Arbeiten zur Wissenssoziologie II, ed. prr Michael Schröter, Frankfurt am Main: Suhrkamp.
- 1985: Humana conditio. Betrachtungen zur Entwicklung der Menschheit am 40. Jahrestag eines Kriegsendes (8. Mai 1985), Frankfurt am Main: Suhrkamp.
- 1986 (amb Eric Dunning): Quest for Excitement. Sport and Leisure in the Civilizing Process. Oxford: Blackwell.
- 1987: Die Gesellschaft der Individuen, ed. per Michael Schröter, Frankfurt am Main: Suhrkamp. (Original 1939).
- 1987: Los der Menschen. Gedichte, Nachdichtungen, Frankfurt am Main: Suhrkamp.
- 1989: Studien über die Deutschen. Machtkämpfe und Habitusentwicklung im 19. und 20. Jahrhundert, ed. per Michael Schröter, Frankfurt am Main: Suhrkamp.
- 1990: Über sich selbst, Frankfurt am Main: Suhrkamp.
- 1991: Mozart. Zur Soziologie eines Genies, ed. per Michael Schröter, Frankfurt am Main: Suhrkamp.
- 1991: The Symbol Theory. Londres: Sage. (Or. en anglès).
- 1996: Die Ballade vom armen Jakob, Frankfurt am Main: Insel Verlag (drama).
- 1998: Watteaus Pilgerfahrt zur Insel der Liebe, Weitra (Àustria): Bibliothek der Provinz.
- 1999: Zeugen des Jahrhunderts. Norbert Elias im Gespräch mit Hans-Christian Huf, ed. per Wolfgang Homering, Berlin: Ullstein. (Entrevista).
- 2002: Frühschriften. Frankfurt am Main: Suhrkamp. (Primers escrits).
- 2004: Gedichte und Sprüche. Frankfurt am Main: Suhrkamp. (Poemes).

## Citacions
| «                                                                  | La mort no té cap misteri. No obre cap porta. És el final d'un ésser humà.. | » |
| — La solitude des mourants, ed. Christian Bourgeois, 2012, pàg. 88 |                                                                             |   |

| «                                                     | L'individu humà no és un principi, i les seves relacions amb els altres no tenen cap principi. De la mateixa manera que en una conversa ininterrompuda les preguntes d'un condueixen a les respostes de l'altre i viceversa, i igual que cada element de la conversa no prové de cap dels interlocutors pres aïlladament, però nascut precisament de la relació entre els dos i vol ser entès així, igual que cada gest, cada comportament del nadó no és ni el producte de la seva "interioritat" ni el producte d'un "medi ambient", o el producte de una interacció entre la seva "interioritat" i el seu "entorn" que existirien originalment per separat l'un de l'altre; cada gest del moviment és funció i repercussió de relacions, com la forma del fil dins d'una xarxa, que només es pot explicar en el conjunt de tota la xarxa. | » |
| — La société des individus, ed. Pocket, 2004, pàg. 71 | |   |

| «                                                      | La societat no és només el factor de caracterització i d'uniformització, sinó també el factor d'individualització. | » |
| — La société des individus, ed. Pocket, 2004, pàg. 103 | |   |

| «                                                        | És l'observació dels fets presents el que permet de comprendre millor els fenòmens passats i és l'aprofundiment del passat el que obre l'accés a allò que s'acompleix sota els nostres ulls. | » |
| — La dynamique de l'Occident, ed. Pocket, 2003, pàg. 299 | |   |

| «                                              | No sento la religió amb menyspreu racional ni nostàlgia romàntica. Sempre he estat conscient que els homes poden necessitar la religió en determinades circumstàncies, però personalment, no sento aquesta necessitat. | » |
| — Norbert Elias par lui-même, ed. Pocket, 1995 | |   |

| « | La mort és un problema dels vius. Els morts no en tenen cap de problema. | » |

| « | Malgrat tots els malsons inventats per la ficció, les màquines no tenen voluntat pròpia. No s'inventen a si mateixes, no es fabriquen a si mateixes i no ens forcen a posar-nos al seu servei. Totes les decisions i activitats operades per elles són decisions i activitats humanes. Les coaccions i amenaces que atribuïm a les màquines són sempre, considerades de més a prop, amenaces i coaccions de grups humans interdependents produïdes en les seves recíproques relacions amb ajuda de les màquines. | » |

| « | La societat, que tan sovint s'oposa mentalment a l'individu, està integrada totalment per individus, i un d'aquests individus és un mateix. | » |

| « | Si no teniu una idea sociològica clara del passat, inevitablement veureu una imatge distorsionada de les condicions socials del present | » |
| — Studien über die Deutschen. Machtkämpfe und Habitusentwicklung im 19. und 20. Jahrhundert, Frankfurt am Main: Suhrkamp, 1989, ISBN 3-518-57998-3, pàg. 55 | |   |